# Bulbostylis scabra
Bulbostylis scabra là một loài thực vật có hoa trong họ Cói. Loài này được (J.Presl & C.Presl) C.B.Clarke mô tả khoa học đầu tiên năm 1898.